# Appareil photographique demi-format

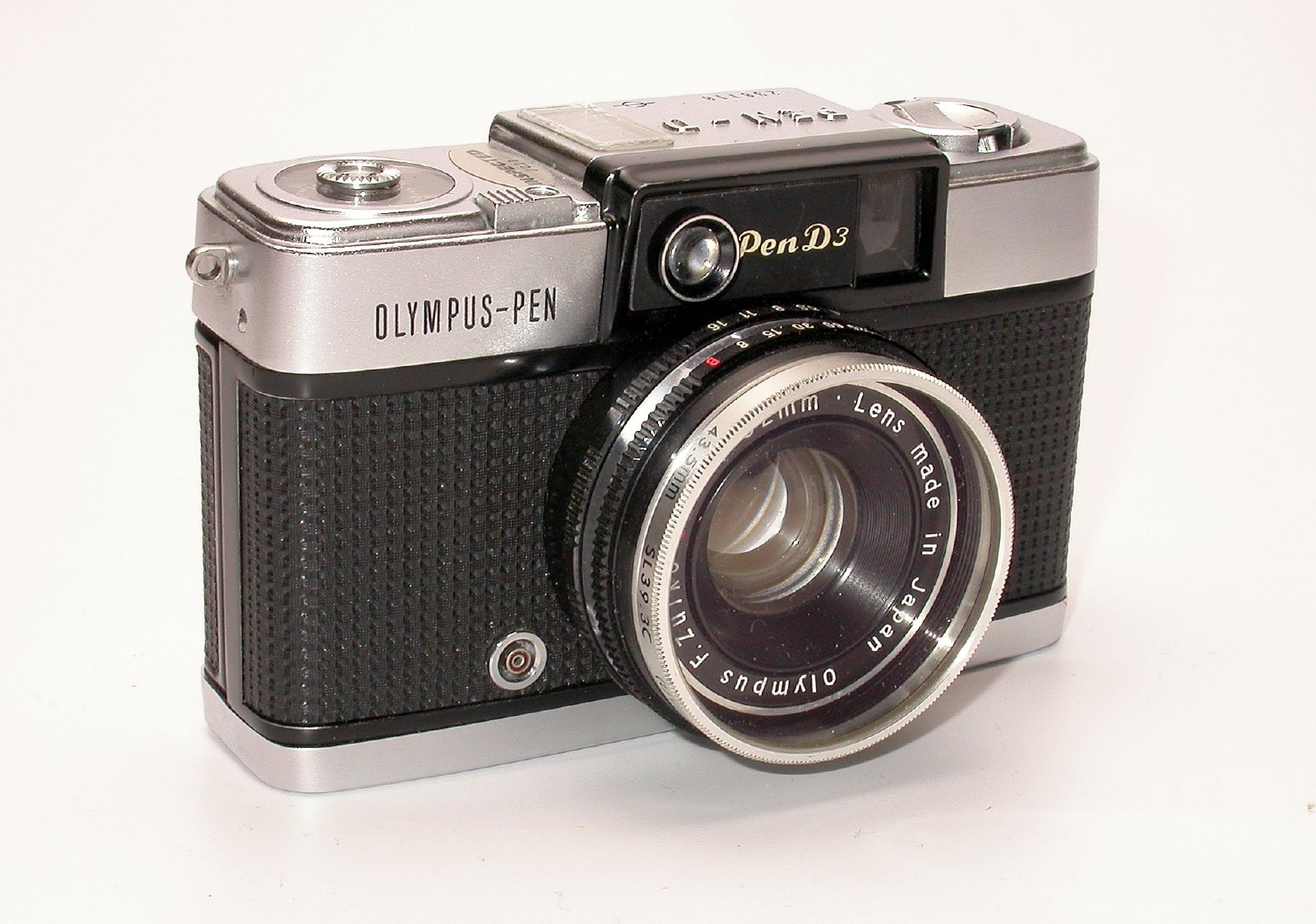
L'Olympus Pen D3, un appareil demi-format.

Un appareil photo demi-format est un appareil photo exposant un film à la moitié du format d'exposition habituel.
Avec ces appareils demi-format, la surface de film exposée est moitié moins grande, ce qui double le nombre de vues possible par pellicule (72 vues sur une pellicule de 36 poses), de doubler la focale des objectifs (la focale normale est égale à la diagonale du cliché) et de diviser par deux la résolution de l'image.

## Rouleaux 127

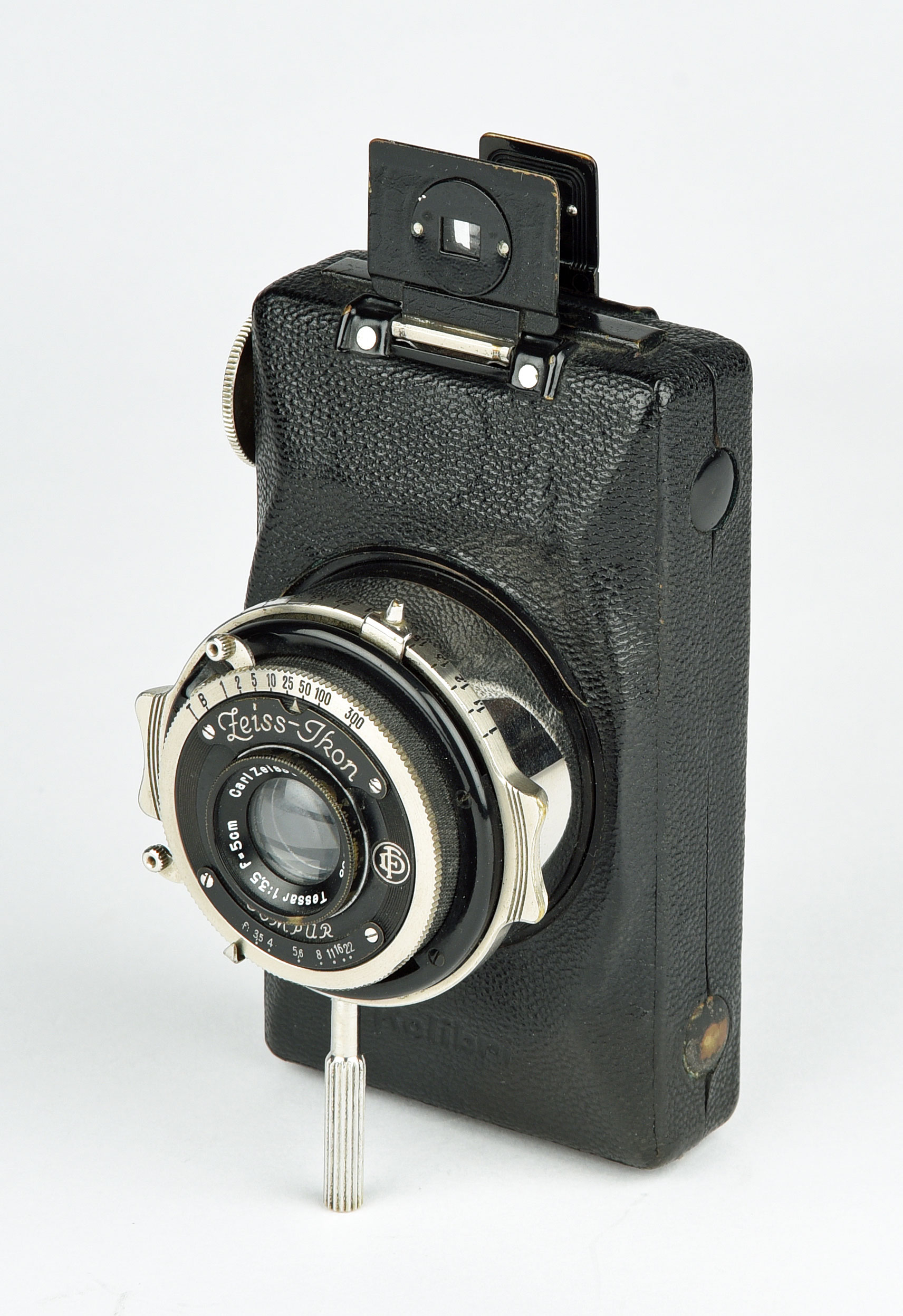
Zeiss Ikon Kolibri

Le premier format divisé par deux vers 1930 est le 4 x 6,5 cm standard avec le rouleau 127 créé pour le Kodak Vest Pocket. Le demi-format fait 3 x 4 cm ce qui est assez proche du format 24 x 36 mm popularisé par le Leica à partir de 1925 et donne 16 images par film. L'avantage du format est de donner une image de taille proche du 24 x 36 sans les complications mécaniques liées à la mesure des huit perforations à faire défiler pour avancer le film 24 x 36 d'une vue. Le premier demi-format sur film 127 est le Zeiss Ikon Kolibri.

## Rouleaux 120
Le format 6 x 9 cm standard pour les rouleaux 120 ne permet que huit vues. Un certain nombre d'appareils permettent le demi-format 6 x 4.5 en plus du 6 x 9 (le Balda-Werke Baldalux par exemple) mais c'est assez rare. Par contre il y a eu vers la fin des années 1930 d'assez nombreux demi-format 4,5 x 6 sur rouleaux 120 ce qui donnait un format plus court que le 4 x 6,5 du 127 qui se prêtait mieux aux tailles de papiers pour les agrandissements tout en offrant une autonomie plus grande avec 16 vues au lieu de 8 pour un prix de film très proche.

## Film 35 mm
Dans le cas du film 35 mm le demi-format 18 x 24 mm a été utilisé dès le début de l'utilisation de ce film issu du cinéma (le cent-vues en 1910 et le Touriste multiple en 1913 entre autres) mais le succès du Leica impose le 24 x 36 comme format standard. 

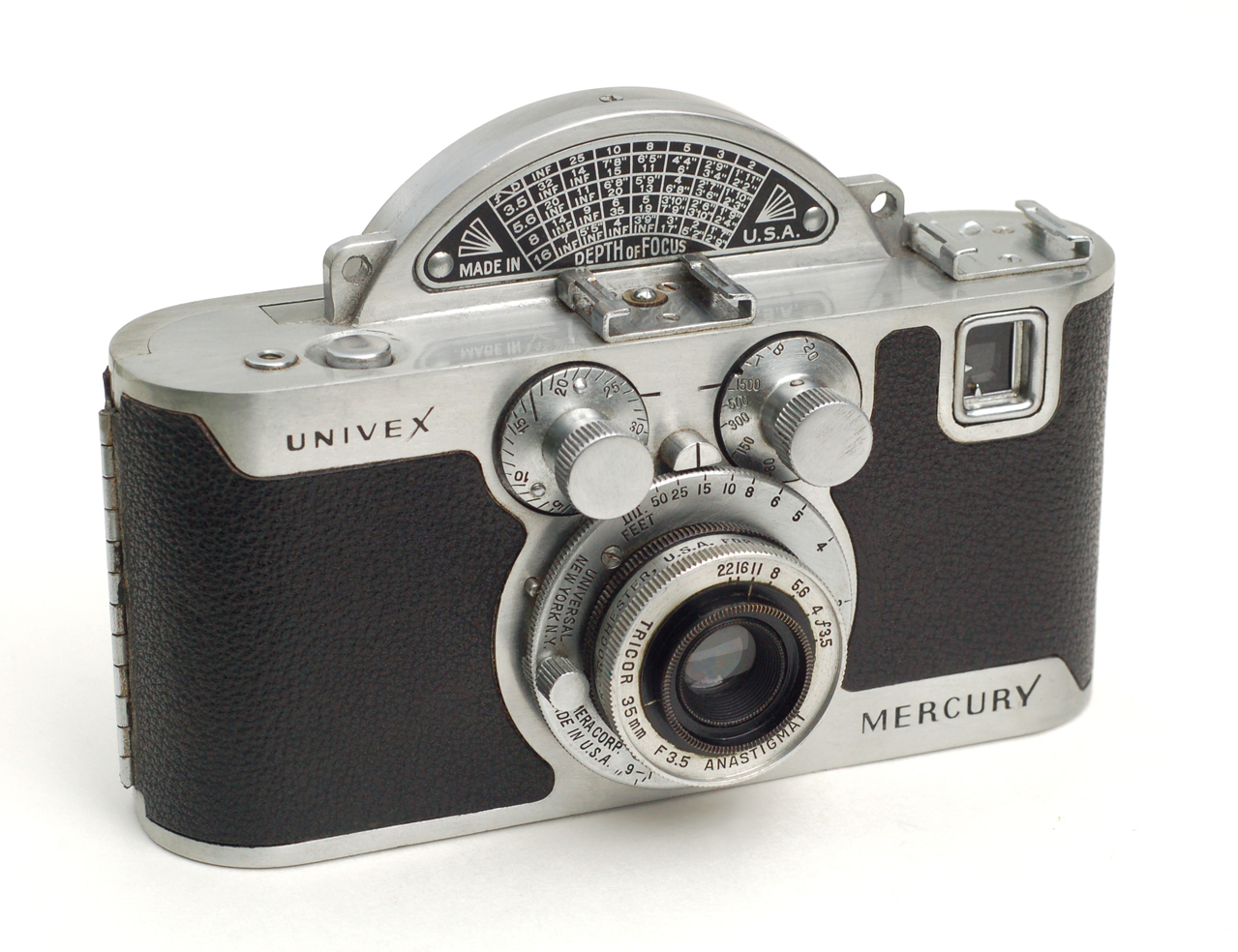
Univex Mercury CC-1500

Entre 1938 et 1942 la marque américaine Universal Camera Corp. utilise le demi format pour son Univex à cause de l'obturateur rotatif qui aurait été beaucoup trop encombrant en 24 x 36. 

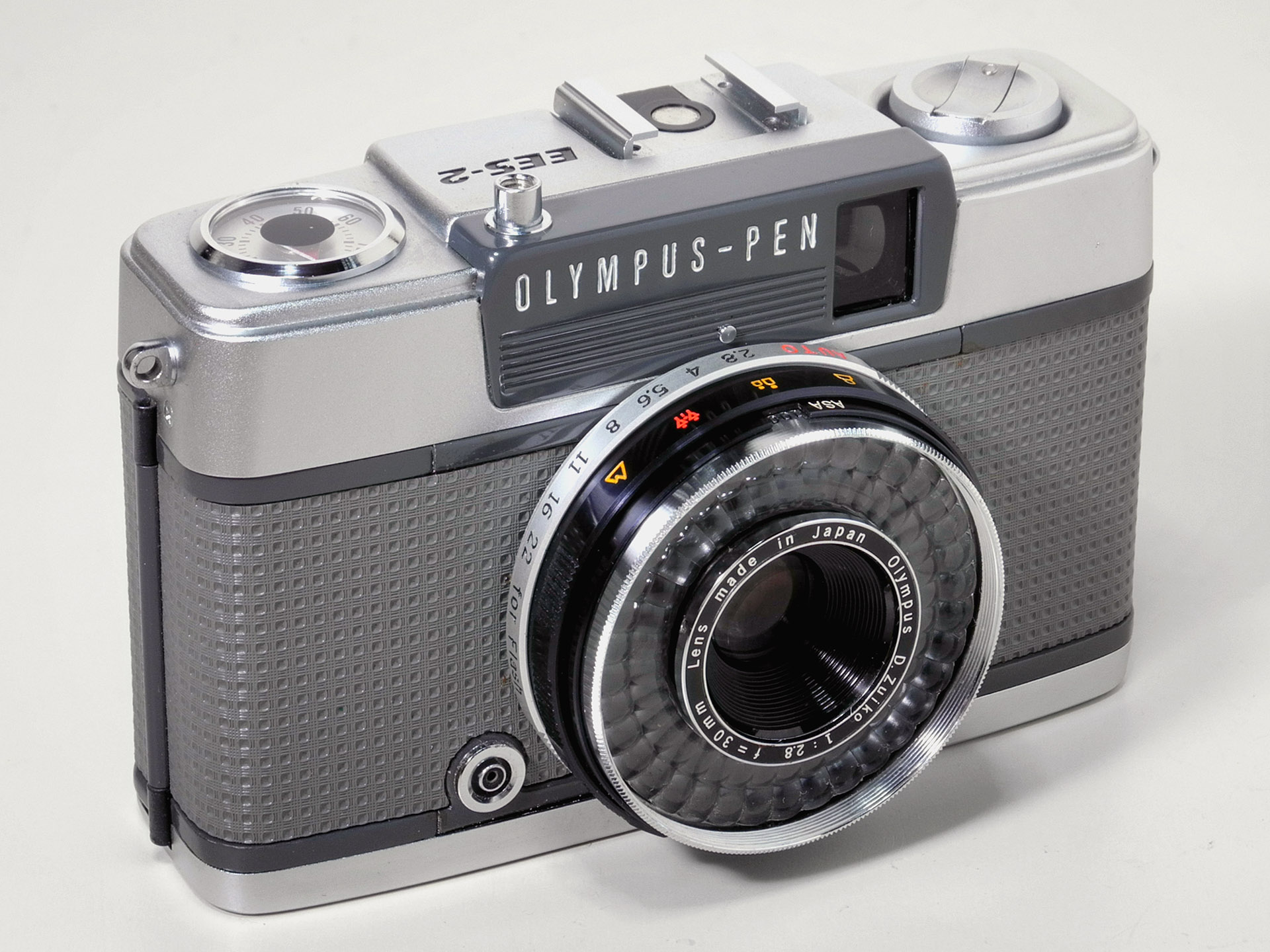
Olympus Pen EES2

C'est dans les années 1960, au Japon, que l'usage du demi-format se répand, avec la commercialisation des modèles Olympus Pen (en). Ce format rend les appareils photo plus compacts en utilisant des films courants, contrairement à d'autres solutions utilisant des films moins répandus (16mm, 9,3mm, etc.). Ces appareils ont peu a peu perdu leur avantage en termes de compacité lorsque des appareils comme le Rollei 35 ou l'Olympus XA ont montré qu'il était possible de faire des appareils aussi petits que les demi-format tout en conservant le format standard.
Puisque le négatif est coupé en deux dans la verticale, les vues prises sont composées par défaut en portrait par opposition à l'orientation paysage (horizontale) sur les appareils classiques, à l'exception des appareils photo dont les mécanismes de film fonctionnent verticalement (par exemple, le Konica Recorder et le Belomo Agat 18).
L'appareil photo demi-format le plus avancé qui a été conçu comme tel dès le départ est le reflex mono-objectif Yashica Samurai (produit jusqu'en 1991).
Pour certains besoins spécifiques, il existait des appareils photo conçus à l'origine pour des photos plein format qui étaient produits ou modifiés sur mesure en très petites séries comme des modèles demi-cadre, par exemple certains Leica (1950 made in Canada Leica 72), Nikon (1960-61 Nikon Télémètre S3M 18x24mm) ou Robot (caméra Robot 24x24mm), et certains reflex Alpa (Alpa 18x24 SLR).

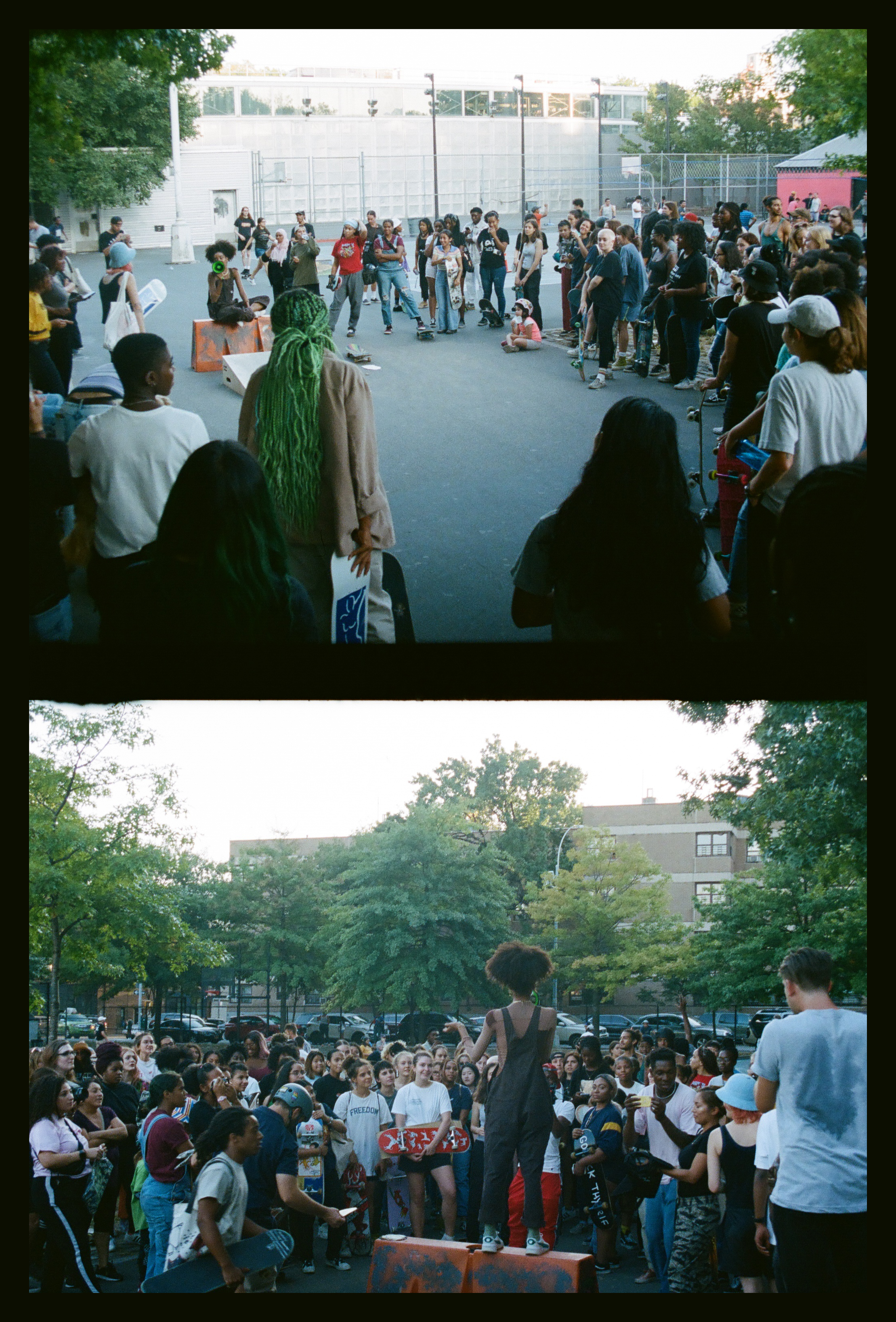
Tirage de 24x36mm d'une pellicule 35mm utilisée avec un appareil demi-format, deux vues de 18x24mm.